# Кипр на «Евровидении-1994»
Кипр участвовал в тридцать девятом выпуске телевизионного конкурса Евровидение-1994, который состоялся 30 апреля в театре «Пойнт» в Дублине, Ирландия. Участие Кипра стало возможным после отказа Италии, занявшей одно из 18 высоких мест по итогам Евровидение-1993. Страну представляла певица Эвридики с фолк-балладой Eimai anthropos ki ego («Я тоже человек»), написанной Георгом Феофаносом, с которым она сотрудничала в 90-х годах. Это было второе участие певицы на конкурсе после её предыдущей попытки Teriazoume, занявшей 11-е место в 1992 году. По итогам голосования Эвридики вновь оказалась одиннадцатой, набрав 51 очко. Этот результат гарантировал Кипру участие на Евровидение-1995. Поэтому, Eimai anthropos ki ego стала предшественницей киприотской заявки 1995 года Sti fotia в исполнении Александроса Панайи. Конкурс был показан на канале RIK 1 с комментариями Эви Папамихаил. Глашатаем, объявлявшим очки кипрского жюри, была Анна Партелиду.

## Предыстория
К моменту участия на конкурсе 1994 года Кипр выступал на Евровидение 12 раз с момента своего дебюта в 1981 году. Самым лучшим результатом страны стало пятое место, которого она добилась в 1982 году с песней Mono i agapi в исполнении Анны Висси. Самым худшим результатом Кипра стало последнее место на Евровидение-1986, когда заявка Tora zo в исполнении Эльпиды набрала только 4 очка. Помимо этого, Кипр был дисквалифицирован с конкурса 1988 года, после того, как было обнаружено, что песня Thimame в исполнении Янниса Димитру уже выпускалась ранее в Финляндии. По итогам Евровидение-1993 композиция Mi stamatas в исполнении дуэта Зимбулакис и Ван Беке заняла 19-е место, набрав 17 очков. Данный результат привёл Кипр к первоначальному исключению из списка стран-участниц 1994 года. Тем не менее, Италия добровольно отказалась от дальнейшего участия на Евровидение, поскольку местные телезрители и телекомпания RAI потеряли интерес к конкурсу. Это позволило Кипру продолжить участие.

## До «Евровидения»

### Национальный финал
Начиная с 1990 года Cyprus Broadcasting Corporation (CyBC) организовывал национальные отборы для выбора артиста и песни, представлять Кипр на Евровидение. В 1994 году данная процедура также была применена. Национальный финал состоялся 18 марта в Международном Конференц-центре в Никосии. Имя ведущего неизвестно. Восемь песен было представлено, а победитель был определён путём голосования экспертной группы. По итогам голосования певица Эвридики с фолк-балладой Eimai anthropos ki ego выиграла отбор, набрав 103 очка. Второе место досталось Мариетте Митсиду, набравшей 89 очков. Третье место присудили Кристине Аргири, набравшей 67 очков.
| Порядковый номер | Исполнитель       | Название песни         | Очки | Место |
| ---------------- | ----------------- | ---------------------- | ---- | ----- |
| 1                | Эвридики          | Eimai anthropos ki ego | 103  | 1     |
| 2                | Мариетта Митсиду  | Ela ksana              | 89   | 2     |
| 3                | Панос Панайи      | I agapi nika           | 41   | 6     |
| 4                | Кристина Аргири   | Ksafnika               | 67   | 3     |
| 5                | Миранда Зографу   | Mia gi                 | 55   | 4     |
| 6                | Грегори Кериан    | Tora                   | 33   | 8     |
| 7                | Джозеф Кристодулу | Stamata ton chrono     | 34   | 7     |
| 8                | Мария Аристофанос | Vradia adiana          | 46   | 5     |

## На «Евровидении»
Эвридики выступала под номером 4, между Ирландией и Исландией. По итогам голосования она заняла 11-е место, набрав 51 очко, включая 12 очко от Греции и 2 очка от России. Кипрское жюри присудило 12 очков Греции и 3 очка России. Автор песни, Георг Феофанос, был дирижёром во время выступления Кипра.

### Голосование
| Очки      | Страна                           |
| --------- | -------------------------------- |
| 12 баллов | - Греция                         |
| 10 баллов | - Финляндия                      |
| 8 баллов  |                                  |
| 7 баллов  |                                  |
| 6 баллов  |                                  |
| 5 баллов  | - Норвегия - Польша - Португалия |
| 4 балла   | - Испания                        |
| 3 балла   | - Исландия - Франция             |
| 2 балла   | - Россия - Швейцария             |
| 1 балл    |                                  |

| Очки      | Страна         |
| --------- | -------------- |
| 12 баллов | Греция         |
| 10 баллов | Норвегия       |
| 8 баллов  | Ирландия       |
| 7 баллов  | Австрия        |
| 6 баллов  | Германия       |
| 5 баллов  | Великобритания |
| 4 балла   | Франция        |
| 3 балла   | Россия         |
| 2 балла   | Мальта         |
| 1 балл    | Польша         |